# Maivatn
Der Maivatn ist ein See auf der Thatcher-Halbinsel im Norden Südgeorgiens. Er liegt nahe dem Kopfende der Bucht Maiviken. Er ist der größte und tiefste mehrerer Süßwasserseen in diesem Gebiet.
Das UK Antarctic Place-Names Committee benannte den See 1990 in Anlehnung an die Benennung der benachbarten Bucht.